# ヘンリー・パーシー (第3代ノーサンバランド伯)
第3代ノーサンバランド伯ヘンリー・パーシー（Henry Percy, 3rd Earl of Northumberland, 1421年7月25日 - 1461年3月29日）は、薔薇戦争期のイングランドの貴族である。第2代ノーサンバランド伯ヘンリー・パーシーとレディー・エレノア・ネヴィルとの息子である。
母方の家系を見ると、叔父には第5代ソールズベリー伯リチャード・ネヴィルがおり、叔母にはセシリー・ネヴィル（ヨーク公リチャードの妻）がいた。つまりヨーク公の子であるエドワード4世、ブルゴーニュ公妃マーガレット、クラレンス公ジョージ、リチャード3世達とは従兄弟姉妹同士であり、彼の血脈はヨーク派と密接な関係があるといえる。
しかしパーシーは父親に従ってランカスター派に忠誠を誓った。さらに1460年12月30日のウェイクフィールドの戦いでは、パーシーはランカスター派について戦っている。彼はタウトンの戦いでランカスター派の前衛を指揮し、そこで戦死している。
死後、ノーサンバランド伯爵位はエドワード4世に取り上げられ、子のヘンリー・パーシーはロンドン塔に投獄され、代わりにジョン・ネヴィルに与えられた。

## 家族
ヘンリー・パーシーはエレノア・ポイニングズ（リチャード・ポイニングズ卿の娘）と結婚して、2人の子供をもうけている。
- ヘンリー （1449年 - 1489年4月28日）
- マーガレット（1447年頃 - ？） - ウィリアム・ガスゴイン卿と結婚